# 横山站 (广西壮族自治区)
横山站是位于广西壮族自治区临桂县四塘乡的一个铁路车站，邮政编码541104。车站建于1939年，有湘桂铁路经过该站，现仅办理货运，不办理客运业务，车站及其上下行区间均未电气化。车站距离衡阳站383公里，隶属南宁铁路局，是四等站。